# ラトビアサッカー連盟
ラトビアサッカー連盟（ラトビアサッカーれんめい、Latvijas Futbola federācija, 略称: LFF）は、ラトビアにおけるサッカーの統括団体である。国内サッカー選手権（ヴィルスリーガおよび下位リーグ）、ラトビアカップ、サッカーラトビア代表を組織・運営する。リガに本部を置く。LFFは1922年にFIFAに加盟したが、その後ラトビアはソビエト連邦に併合されたため解散させられた。ラトビアが独立を回復後の1992年に改めてFIFAに加盟した。

## 歴代会長
- Vladimirs Ļeskovs（1990年-1995年）
- Modris Supe（1995年-1996年）
- Guntis Indriksons（1996-2018）
- Kaspars Gorkšs (2018-2019)
- Vadims Ļašenko (2020 -